# Július Letňan
Július Letňan, rodné jméno Július Sommer, (14. prosince 1914 Krokava – 3. února 1973 Svätý Jur) byl slovenský hudební skladatel a varhaník.

## Život
Základní hudební vzdělání získal Július od svého otce, který byl ředitelem školy a varhaníkem. Studoval na gymnáziu v Revúci a v Rimavské Sobotě. Už během studia na střední škole hrál v amatérském orchestrálním sdružení. Po maturitě pokračoval ve studiu na Vysoké škole obchodní v Praze a současně na Pražské konzervatoři hru na varhany, dirigování a skladbu. Jeho profesory byli Pavel Dědeček a Otakar Šín. Stal se úředníkem Národní banky v Bratislavě, ale pokračoval i ve studiu hudby na Státní konzervatoři v Bratislavě. Absolvoval v roce 1943. V letech 1945–1949 byl posluchačem hudební vědy na bratislavské univerzitě. Od roku 1954 pracoval jako vedoucí kanceláře Slovenského hudebního fondu a tajemník Svazu slovenských skladatelů. Vedle toho vystupoval jako koncertní varhaník v mnoha slovenských městech.

## Dílo (výběr)
- Sonatína pre klavír (1936)
- M. R. Štefánik (melodram na slova M. Pleška, 1934)
- Trio pre dychové nástroje (1938)
- Lyrické piesne (alt a klavír, 1944)
- Hudba k sokolským cvičením (1952)
- Letný večer (klavír a orchestr)
- Smlúva Slovákov (melodram na slova Ľudovíta Štúra)
- Organové skladby (sborník starších varhanních skladeb, spoluautor K. Wurm)